# Bihejvioralna ekonomija
Bihejvioralna ekonomija je multidiciplinarna oblast koja u svojoj delatnosti kombinuje ekonomiju i druge društvene nauke koje više opisuju ponašanje. U stranoj literaturi za bihejvioralnu ekonomiju se koristi i izraz „psihološka ekonomija“ ili „ekonomija ponašanja.“ Ova oblast ekonomije javila se kada su ekonomisti u svom radu počeli da kombinuju pored istraživanja i metoda iz ekonomije i istraživanja iz drugih društvenih nauka, sa ciljem da poboljšaju deskriptivne vrednosti ekonomske teorije.
Bihejvioralna ekonomija je postigla značajan razvoj u poslednjih petnaest godina 21. veka, ali još uvek ima mali uticaj na većinu ekonomskih područja. Mnogi ekonomisti misle da je to prolazan hir, i mišljenja o njoj variraju od pozitivnih, zastupanih od strane marketinški orijentisanih korporacija, do krajnje brutalnih, koji tvrde da nema nikakve koristi od nje — vreme će pokazati ko je u pravu.

## Definicija
U literaturi se mogu pronaći različite definicije bihevioralne ekonomije, koja pokušava da utvrdi dodirne tačke između ljudskog ponašanja i ekonomskih principa, evo nekih:
- Bihejvioralna ekonomija je oblast ekonomije koji pokušava da obradi iracionalno ljudsko ponašanje kroz proučavanje efekata psiholoških, socijalnih, kognitivnih i emocionalnih faktora na ekonomske odluke pojedinaca, i da na osnovu tih analiza pomogne menadžerima pri donošenju odluka.[2]
- Bihevioralna ekonomija nije posebno polje ekonomije...već...stil modelovanja ili škola mišljenja koja znači primenu na veliko područje ekonomskih pitanja u teoriji potrošača, finansija, poreskoj politici itd. Psihološki rezultati doprinose razvoju bihevioralne ekonomije brojnim eksperimentima u kojima je bihevioralna ekonomija pristup a eksperimentalna ekonomija je metoda.[3]

## Istorija
Pitanjima psihičkog života bavili su se mislioci još od najstarijih vremena (Aristotel), pa sve do otprilike 19. veka, kada je psihologija bila sastavni dio filozofije. Takva psihologija se zasnivala isključivo na samoopažanju (introspekciji). 
U drugoj polovini 19. veka počelo je osamostaljivanje psihologije i njeno prerastanje u eksperimentalnu nauku. Početak eksperimentalne psihologije veže se za osnivanje prve laboratorije
eksperimentalne psihologije čiji je osnivač bio W. Wundt 1879. godine u Lajpcigu.
Potom sledi razvoj različitih pravaca u psihologiji kao što su bihejviorizam, asocijacionizam, strukturalizam, psihoanaliza, geštaltizam, funkcionalizam. Da bi krajem 19. veka počela da se razvija primijenjena psihologija. 
Nakon formiranja psihologije kao samostalne nauke, formirala se psihologija kao struka. Tako su i danas psiholozi praktičari zaposleni u vaspitanju i obrazovanju, zdravstvu, privredi, zapošljavanju...Zbog toga se uvelo razlikovanje bazične, naučne, teorijske psihologije i primijenjene psihologije. Bazična psihologija orijentisana je na istraživanja, u laboratoriji ili realnim, prirodnim uslovima, psihičkih pojava i fenomena, i njihovih uzročno posledičnih veza i na istraživanja razlika između individua. Primijenjena psihologija usmerena je na primenu znanja i saznanjaa u praksi. 
Pokrenuti idejom da se u svetu bihejvioralne nauke zna mnogo o čoveku, pojedini istraživači počeli su da primenjuju nova saznanja bihejvioralne nauke, i time pokrenu jude na promene – da koriste dostupne informacije bihejvioralne nauke u mnogim naučnim oblastima pa i u ekonomiji.
Američki psiholog Daniel Kahneman i ekonomist Vernon Lomax – Smith, dobitnici Nobelove nagrade iz ekonomije 2002.godine, potvrdili su neizostavnost psihologije u predviđanju i objašnjenju ponašanja ljudi, I time udarili temelje bihejvioralnoj ekonomiji, kao jednoj od novijih naučnih oblasti. Daniel Kahneman je predložio uključivanje psiholoških istraživanja u ekonomsku nauku, posebno u područje ljudskog odlučivanja i donošenja odluka pod uslovima rizika, a Vernon Lomax – Smith uvođenje laboratorijskih eksperimenata u empirijsku ekonomsku analizu, posebno u proučavanju alternativnih tržišnih mehanizama.
Ričard Taler, profesor Univerziteta u Čikagu, je 2017. godine postao još jedan dobitnik Nobelove nagrade, za dostignuća u oblasti bihejvioralne ekonomije. Proučavajući efekte ograničene racionalnosti, društvenih preferencija i nedostatak samokontrole, Taler je pokazao kako ove osobine utiču na pojedine odluke i ishode na tržištu. On je zajedno s profesorom Harvarda Kesom R. Sanstejnom, napisao popularnu knjigu „Kako da poboljšate odluke o zdravlju, bogatstvu i sreći” (engl. Nudge: Improving Decisions about Health, Wealth, and Happiness). On je u ovoj knjizi dao odgovor o vezi ekonomije sa našom psihom kroz primere koliko ljudi meša dve kognitivne predrasude: nepovratne troškove (novac koji je već potrošen) i oportunitetne troškove (cena čovekove odluke da da prednost jednoj mogućnosti u odnosu na drugu, npr da neki predmet proda za određenu sumu novca, odnosno da ga zadrži i u nekom trenutku u budućnosti proda za više novca.).
Psihologija ja na taj način doprinela većoj realnosti ekonomskih modela. Tako je stvorena bihejvioralna ekonomija koja se uglavnom bavi načinom na koji emocije i struktura mentalnog sklopa ljudi utiču na donošenje ekonomskih odluka. 
Vremenom je deo naučne javnosti shvatio da ekonomske modele, koji se zasnivaju na matematičkim zakonima iz kojih se zaključivalo i razmišlajalo tokom donošenja odluka, treba zameniti deskriptivnim modelima koji uzimaju u obzir ljudsku nesavršenost zbog uticaja nepotpunih informacija, emocije, kontekste i forme u kojima je problem označen, prošlo iskustvo, stavove i uverenja, pre konačnog odlućivanja.

## Osnovne postavke
Bihejvioralna ekonomija nije posebno polje ekonomije, već je stil modelovanja ili škola mišljenja zasnovana na primeni velikog područja — ekonomskih pitanja u teoriji potrošača, finansija, poreskoj politici itd.
Psihološki rezultati doprinose razvoju bihejvioralne ekonomije brojnim eksperimentima u kojima je bihevioralna ekonomija pristupa a eksperimentalna ekonomija metoda.
Bihejvioralna ekonomija koristi dokaze iz psihologije i drugih nauka kako bi kreirala modele ograničenja racionalnosti, snage volje i ličnog interesa i istražila njihovu primenu u ekonomiji. Proučavanje individualnih razlika u racionalnosti i učenju je važno za razumevanje interakcija
socijalnih i ekonomskih zbivanja jer umanjuje efekte ograničenja racionalnosti.
Većina istraživanja je oprezno formalno i više teoretski jer koristi psihološke činjenice. Neuroekonomija proširuje psihološke rezultate koristeći teoretske informacije koje se odnose na detalje o strujanjima neurona. 
Bihejvioralna ekonomija bavi se i pitanjem uticaja psihologije pojedinca na ekonomsko
odlučivanje.

## Problemi sa bihejvioralnom ekonomijom
Brojni stručnjaci kao glavnu zamerku stavovima bihejvioralne ekonomije ističu to što ona ne služi da se napravi neki operativni model koji bi služio kao objašnjenje ljudske prirode i njenog uticaj na ekonomske odluke pojedinaca, već ostaje skup kognitivnih grešaka čija je jedina zajednička stvar to što tvrde da se pojedini ljudi u pojedinim kontekstima ponekad ponašaju iracionalno, i zakljućuju, poput profesora i nobelovca za bihjvioralnu ekonomiju Ričarda Talera...
Ne možemo preko noći postati ekonomisti - ili potpuno racionalna bića - ali, ako smo svesni kognitivnih predrasuda koje utiču na naše finansijske odluke možda ćemo postati bar malo ekonomičniji.

## Literatura
- Camerer, C. F. (2003): Advances In Behavioral Economics, Princeton University Press.
- Camerer, C., Loewenstein, G. and Prelec, D. (2005): Neuroeconomics: How Neuroscience Can Inform Economics, Journal of Economic Literature, Vol. XLIII , pp. 9–64
- Kahneman, Daniel (2014): Misliti, brzo i sporo
- Ariely, Dan (2009): Predvidljivo iracionalni: Nevidljive sile koje upravljaju našim odlukama
- Kahneman, D.; Tversky, A. (1979). „Prospect Theory: An Analysis of Decision under Risk”. Econometrica. 47 (2): 263—292. JSTOR 1914185. doi:10.2307/1914185.
- Kahneman, D. (2003). „Maps of Bounded Rationality: Psychology for Behavioral Economic, The American Economic Review”. 93 (5): 1449—1475..
- Thaler, R. H. (2015), Misbehaving. The making of behavioral economics. New York: W.W. Norton & Company.
- Thaler, R. H., Sunstein, C.R. (2008), Nudge: improving decisions about health, wealth, and happiness. New Haven: Yale University Press.
- Thaler, R. H. (2015) Unless You Are Spock, Irrelevant Things Matter in Economic Behavior, The New York

## Spoljašnje veze
Медији везани за чланак Bihejvioralna ekonomija на Викимедијиној остави

- Richard H. Thaler — Easy money or a golden pension? Integrating economics and psychology
- The Behavioral Economics Guide
- „Overview of Behavioral Finance”. SSRN 1488110 .
- The Institute of Behavioral Finance
- Stirling Behavioural Science Blog, of the Stirling Behavioural Science Centre at University of Stirling.
- Society for the Advancement of Behavioural Economics
- Behavioral Economics: Past, Present, Future – Colin F. Camerer and George Loewenstein
- „A History of Behavioural Finance / Economics in Published Research: 1944–1988”. Архивирано из оригинала 12. 11. 2020. г.
- MSc Behavioural Economics, MSc in Behavioural Economics at the University of Essex
- Behavioral Economics of Shipping Business